# Campionati europei di tuffi 2019 - Piattaforma 10 metri sincro femminile
La gara della piattaforma 10 metri sincro femminile ai campionati europei di tuffi 2019 si è svolta il 7 agosto 2019, presso la Sport Arena Liko di Kiev. Vi hanno preso parte 6 coppie di atlete.

## Medaglie
| Posizione | Atlete                               | Paese         |
| --------- | ------------------------------------ | ------------- |
| Oro       | Noemi Batki Chiara Pellacani         | Italia        |
| Argento   | Phoebe Banks Emily Martin            | Gran Bretagna |
| Bronzo    | Ekaterina Beljaeva Julija Timošinina | Russia        |

## Risultati
| Pos. | Atlete                                          | Nazionalità   | Finale | Finale |
| Pos. | Atlete                                          | Nazionalità   | Punti  | Pos.   |
| ---- | ----------------------------------------------- | ------------- | ------ | ------ |
|      | Noemi Batki Chiara Pellacani                    | Italia        | 290.34 | 1      |
|      | Phoebe Banks Emily Martin                       | Gran Bretagna | 284.40 | 2      |
|      | Ekaterina Beljaeva Julija Timošinina            | Russia        | 277.50 | 3      |
| 4    | Tina Punzel Christina Wassen                    | Germania      | 271.98 | 4      |
| 5    | Nicoleta-Angelica Muscalu Antonia-Mihaela Pavel | Romania       | 257.70 | 5      |
| 6    | Anne Vilde Tuxen Helle Tuxen                    | Norvegia      | 241.74 | 6      |